# Vallée de Lutour
La vallée de Lutour également nommée vallée d'Estom /astũ/ est une vallée glaciaire de la chaîne de montagnes des Pyrénées située administrativement dans la commune de  Cauterets en Lavedan dans le département français des Hautes-Pyrénées.

## Géographie

### Situation
Orientée nord-sud, la vallée s'étend sur environ 10 km avec une largeur moyenne de 4 km. Dans la zone la plus haute se situe une série de lacs glaciaires se déversant dans le lac d'Estom (1 804 m). Le refuge d'Estom se trouve sur les bords de ce lac. La vallée se trouve entre le massif d'Ardiden et le massif du Vignemale.

### Topographie
Cette vallée est située à l'intérieur du parc national des Pyrénées. Les sommets dominant la vallée atteignent régulièrement les 2 800 m et le sommet du Vignemale est situé à proximité (mais invisible depuis la vallée).
La vallée de Lutour est coincée entre la vallée de Cestrède, vallée d'Aspé et le Malh Arrouy (2 965 m) à l’est, la vallée de Gaube à l’ouest et la vallée d'Ossoue au sud.
La vallée peut communiquer avec la vallée de Cestrède par le col de Culaus, le col de Malh Arrouy ou le col de Hount Hérède, avec la vallée de Gaube par les cols de Bernadole, d'Estibe Aute ou d'Arraillé, avec la vallée d'Aspé par le col d'Aspé et avec la vallée d'Ossoue par le col de Labas ou le col d’Estom Soubiran.

### Hydrographie
Le gave de Lutour, au fond de la vallée, donne lieu à des cascades et zones de rapides.

### Faune et flore
Le bas de la vallée est caractérisé par des forêts de pins sylvestres et sapins tandis que les prairies alpines prédominent à partir de 2 000 m.

## Protection environnementale

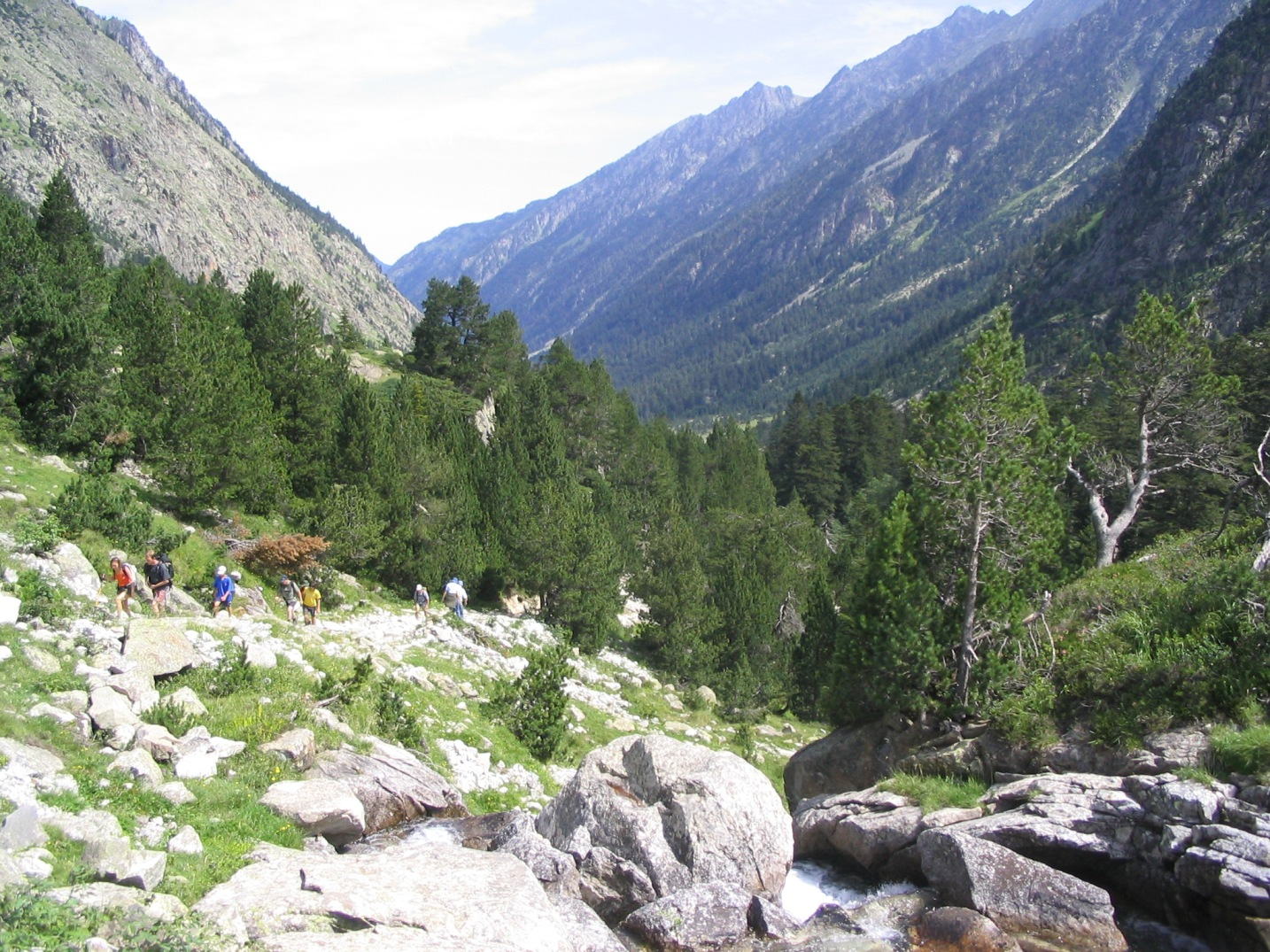
Vallée de Lutour.

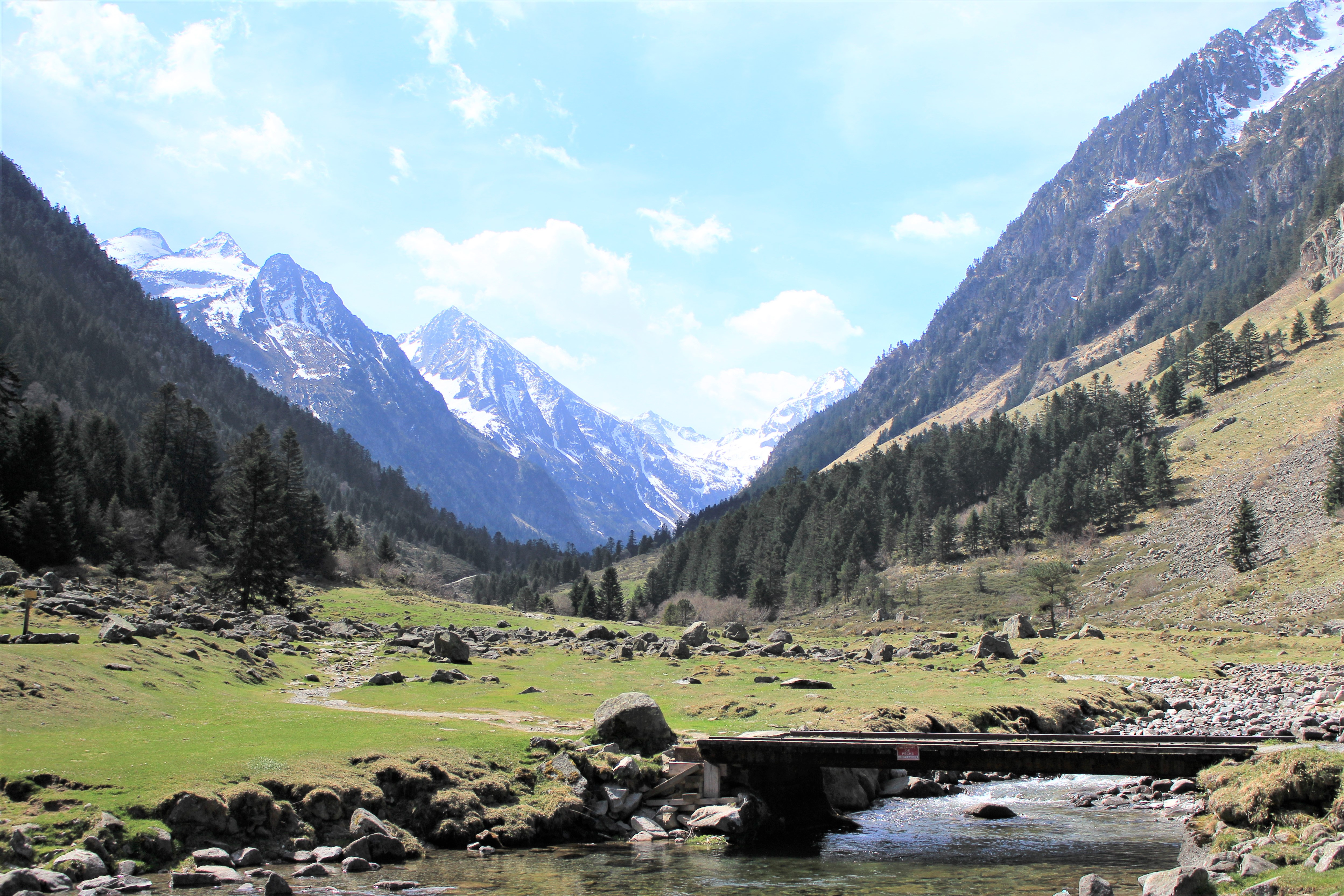
Vallée.

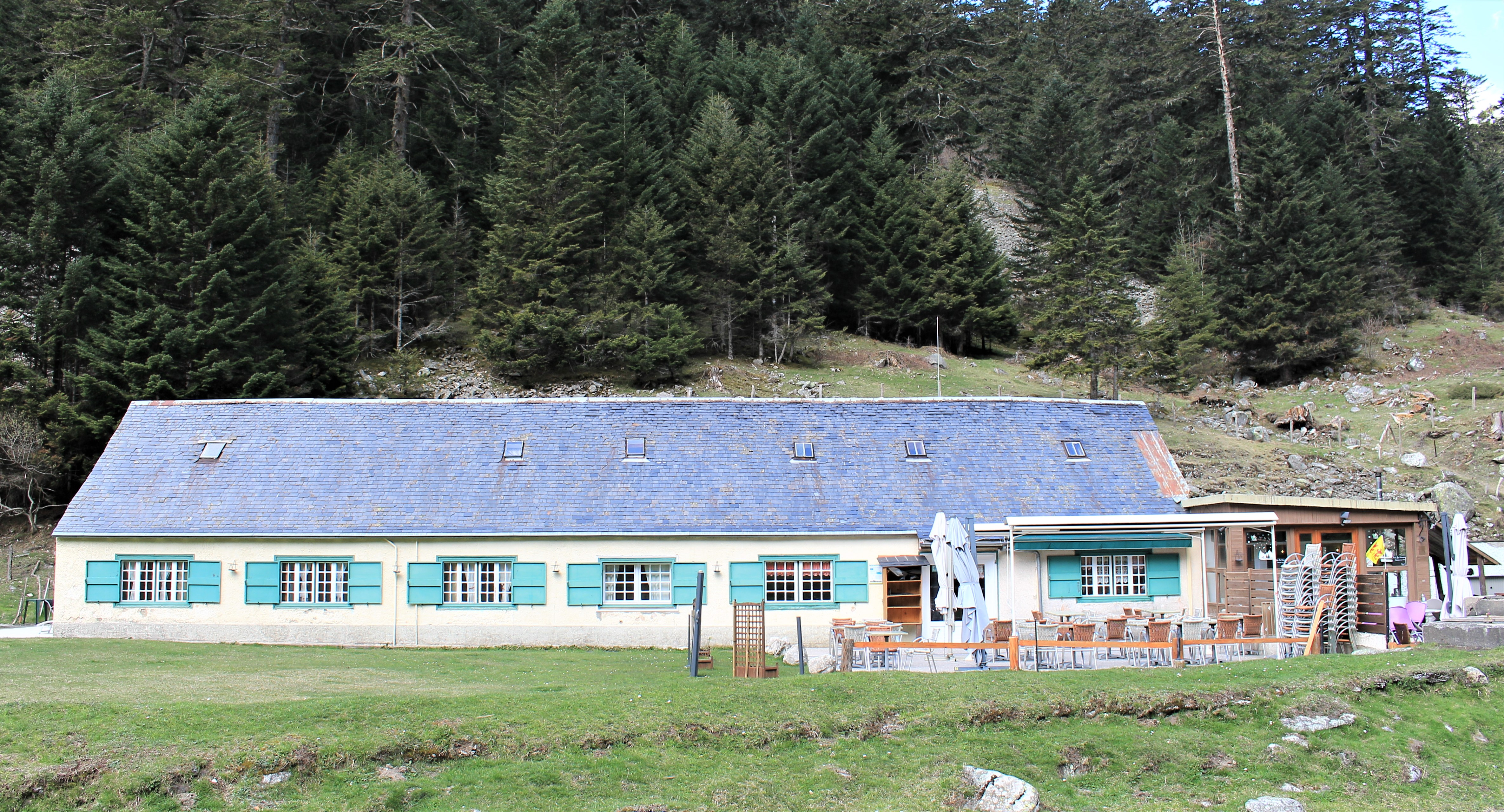
Hôtellerie de la Fruitière.

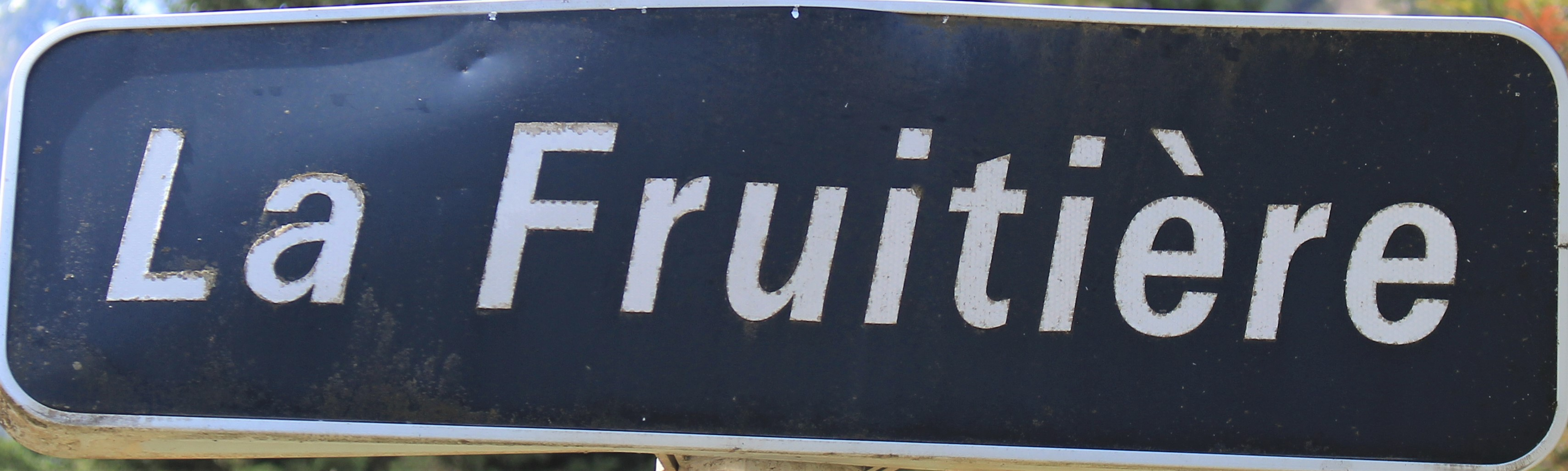
Lieu-dit La Fruitière.

La partie ouest de la vallée est située dans le parc national des Pyrénées.

## Voies de communication et transports
Pour accéder à la vallée de Lutour, suivre la route départementale (RD920) montant en direction du Pont d'Espagne (Vallée du Marcadau) à partir de Cauterets, puis bifurquer dans la direction du lieu-dit La Fruitière.